# Alexander Robertson MacEwen
Alexander Robertson MacEwen, född den 14 maj 1851 i Edinburgh, död den 26 november 1916, var en skotsk kyrkoman. 
MacEwen var extra ordinarie professor i grekiska och latin vid Glasgows universitet, pastor vid flera församlingar i skotska frikyrkor, sekreterare i Christian Unity Association. Han blev 1907 professor i kyrkohistoria i New College i Edinburgh, utsågs till ordförande ("moderator") vid United Free Churchs generalförsamling 1915. Han idkade ett högt skattat kyrkohistoriskt författarskap, bland annat St. Jerome (1878), The Eastern Church in Greece (1890), The Erskines (1900), Antoinette Bourignon (1910) och History of the Church in Scotland (I, 1913, II, postumt, 1918; går till 1560).